# Nelson Ferreira Leite
Nelson Ferreira Leite (Oliveira, 1921 - 2020) foi um escritor, fazendeiro e político brasileiro do estado de Minas Gerais. Filho de Polínia Santos Leite e Newton Ferreira Leite, também político, fazendeiro e grande empreendedor na cidade. Foi autor de crônicas publicadas na série de livros “Papo Furado” e o “Canto do Cisne”, muito elogiado pelo público pelas ironias e sutilezas contidas. Com sua memória prodigiosa, recorda-se de acontecimentos de há muitos anos.
Atuou como deputado estadual em Minas Gerais na 4ª legislatura (1959-1963), como suplente.